# Glen Doherty
Glen A. Doherty (Winchester, 1970 - Bengasi, 11 de septiembre de 2012) fue un oficial de seguridad estadounidense que murió en el atentado de 2012 en el Consulado de los EE. UU. en Bengasi, Libia.
Doherty es natural de Winchester, Massachusetts, y se graduó en 1988 del Winchester High School, trabajó como instructor de esquí y se formó como piloto en la Universidad Embry-Riddle Aeronautical antes de unirse a la Marina de los Estados Unidos. Doherty fue un SEAL de la Armada incluyendo períodos de servicio en Irak y Afganistán. Después de salir de la marina de guerra, Doherty trabajó para una empresa de seguridad privada en Afganistán, Irak, Israel, Kenia y Libia.
Doherty fue miembro del consejo asesor de la Fundación de Libertad Religiosa Militar, una organización que se opone al proselitismo de los grupos religiosos en el ejército de Estados Unidos.
Doherty fue coautor del libro The 21st Century Sniper.